# こしき (掃海艇)
こしき（ローマ字：JDS Koshiki, MSC-615、YAS-63）は、海上自衛隊の掃海艇。かさど型掃海艇の12番艇。艇名は甑島列島に由来する。

## 艦歴
「こしき」は、第1次防衛力整備計画に基づく昭和35年度計画掃海艇315号艇として、日立造船神奈川工場で1961年3月20日に起工され、1961年11月6日に進水、1962年1月29日に就役し、大湊地方隊に編入された。同年3月15日、大湊地方隊隷下に第36掃海隊が新編され「ほたか」とともに編入。同年7月1日、第36掃海隊が第2掃海隊群に編入。
1966年2月21日、第36掃海隊が大湊地方隊函館基地隊に編入。
1973年6月29日、千葉県勝浦市沖にてパナマ籍貨物船「ゼノン」号と接触事故を起こし右舷中央部を大破、日立造船神奈川工場で修理を受けるが早々に特務船に変更され同年代艇の中でも早期に除籍された。
1974年4月1日、特務船に種別変更され、船籍番号がYAS-63に変更。
1981年3月18日、除籍。